# Eryngium globosum
Eryngium globosum är en flockblommig växtart som beskrevs av William Botting Hemsley. Eryngium globosum ingår i släktet martornar, och familjen flockblommiga växter. Inga underarter finns listade i Catalogue of Life.